# 257
257 (CCLVII) je bilo navadno leto, ki se je po julijanskem koledarju začelo na četrtek.

## Dogodki
- Goti zasedejo Dacijo.